# Papakula niveopunctata
Papakula niveopunctata là một loài nhện trong họ Pisauridae.
Loài này thuộc chi Papakula. Papakula niveopunctata được Embrik Strand miêu tả năm 1911.